# Sport 1
Sport 1 — український спортивний телеканал. Він належить компанії «Поверхность», яку очолює Віктор Самойленко. До 2015 року мовив як «Спорт 1», після чого змінив написання назви на латинські літери.

## Історія телеканалу
На технічній базі студії в грудні 2005 року створено два національних телевізійних канали «Спорт 1» і «Спорт 2», що транслювались  за допомогою супутникового передавального комплексу. Основним контентом для програмного забезпечення служать придбані телевізійні продукти світового та європейського рівня.
Ідея телеканалу «Sport 1» — відтворити для українського глядача цілісну картину вітчизняного спорту. Також транслює футбольні чемпіонати Італії, Іспанії, Німеччини і інших, ігри Північноамериканської Національної Хокейної Ліги, а також баскетбол, бокс, плавання, легка і важка атлетика, художня і спортивна гімнастики, та інше. Спеціально для опівнічників в цілодобовій сітці телеканалу «Sport 1» було відкрито нічний блок ефіру, в основу якого лягли прямі трансляції заокеанських турнірів (NBA, NHL), повтори резонансних спортивних подій національного і світового рівня, а також щогодинні трансляції відомих зарубіжних спортивних мовників, як то «Chelsea Channel», «Milan Channel» і таке інше.
Мовив з 28 серпня 2006 до 16 серпня 2010 в рамках супутникової платформи “Поверхность”. Потім мовлення телеканалу декілька разів відновлювалося, в рамках супутникових платформ “XTRA TV” та “Viasat Україна”, поки телеканал повністю не перейшов в онлайн. Припинив мовлення на супутнику 25 червня 2015, продовжує свою діяльність в інтернеті та в кабельних мережах. Базується в Латвії.

## Логотипи
| Логотип | Опис                                                        |
| ------- | ----------------------------------------------------------- |
|         | Перший логотип з 1 грудня 2005 до літа—осені 2015 року      |
|         | Другий логотип з літа—осені 2015 року до теперішнього часу. |

## Трансляції

### Футбол

#### Транслюються
- Португальська Прімейра-Ліга
- Австрійська Бундесліга
- Кубок Австрії
- Угорська otpbank-Ліга
- Кубок Угорщини
- Ліга чемпіонів АФК
- Кваліфікація Ліги чемпіонів УЄФА та Ліги конференцій УЄФА
- Матчі «Арсеналу» з клубного каналу «Arsenal TV»
- Євроліга з пляжного футболу

#### Транслювалися
- Англійська прем'єр-ліга (до 2010)
- Чемпіонат Футбольної Ліги Англії
- Кубок Англійської Ліги
- Бельгійська Ліга Жупіле
- Бразильська Серія А (до 2010)
- Бундесліга Німеччини (до 2010)
- Іспанська Прімера (до 2010)
- Італійська Серія А (до 2011)
- Шотландська Прем'єр-Ліга
- Кубок Шотландії
- Кубок Португалії
- Вища Ліга Білорусі
- Кубок Білорусі
- Національний дивізіон Молдови
- Кубок Молдови
- Литовська А-ліга
- Кубок Литви
- Вища Ліга Латвії
- Кубок Латвії
- Матчі «Челсі» з клубного каналу «CHELSEA TV»
- Матчі «Боруссії» Дортмунд з клубного каналу «BVB-TV»

#### Єврокубки
- Ліга чемпіонів УЄФА (з 2006 до 2011)
- Ліга Європи УЄФА (з 2006 до 2011, починаючи зі стадії 1/4 фіналу)

#### Збірні
- Чемпіонат Європи з футболу 2008 (всі матчі)

### Міні-футбол
- Українська Екстра-ліга (нині не транслюється)
- Чемпіонат Іспанії з міні-футболу (нині не транслюється)

### Хокей
- Національна хокейна ліга (до 2009)
- Чемпіонат світу з хокею із шайбою 2008 (всі матчі)
- Перший дивізіон чемпіонату світу по хокею з шайбою 2008 (матчі збірної України)
- Чемпіонати Чехії та Латвії з хокею (до теперішнього часу)

### Баскетбол
- Українська баскетбольна суперліга (нині не транслюється)
- Чемпіонат Іспанії з баскетболу (до теперішнього часу)
- Чемпіонат Франції з баскетболу (до теперішнього часу)
- Єдина ліга ВТБ (нині не транслюється)
- Кубок Європи з баскетболу (нині не транслюється)

### Теніс
- Світовий тур WTA (нині не транслюється)
- Світовий тур АТР 250 (нині не транслюється)

### Гольф
- PGA Tour (нині не транслюється)
- European Tour (нині не транслюється)

## Коментатори каналу[4]
- Денис Босянок (футбол)
- Дмитро Джулай (футбол)
- Ярослав Лех (баскетбол, футбол)
- Вадим Власенко (футбол, баскетбол, теніс)
- Юрій Нестеренко (бокс, бої без правил)
- Максим Верхових (футбол, автоперегони)
- Андрій Шахов (футбол)
- Тетяна Каргова (гандбол)